# Samuel Mottram
Samuel Mottram (14 de noviembre de 1994) es un deportista británico que compitió en remo. Ganó una medalla de bronce en el Campeonato Europeo de Remo de 2018, en la prueba de scull individual ligero.

## Palmarés internacional
| Campeonato Europeo | Campeonato Europeo    | Campeonato Europeo | Campeonato Europeo      |
| Año                | Lugar                 | Medalla            | Prueba                  |
| ------------------ | --------------------- | ------------------ | ----------------------- |
| 2018               | Glasgow (Reino Unido) | Medalla de bronce  | Scull individual ligero |